# British Council

Logo

Der British Council ist eine britische gemeinnützige Einrichtung zur Förderung internationaler Beziehungen. Formal unabhängig, arbeitet das Kulturinstitut de facto eng mit dem Außenministerium des Vereinigten Königreichs, Foreign and Commonwealth Office, zusammen.

## Geschichte
Die Organisation wurde 1934 als British Committee for Relations with Other Countries gegründet. Die Initiative ging von Reginald Leeper aus, der zu diesem Zeitpunkt die Notwendigkeit für „kulturelle Propaganda“ sah. Ziel des British Council ist der Aufbau gegenseitiger Beziehungen zwischen Menschen des Vereinigten Königreiches und anderen Staaten. Dies geschieht vor allem in den Bereichen Bildung, Kultur, Wissenschaft und Gesellschaft. Ferner steht der internationale Dialog zu Ideen und Innovationen aus Großbritannien im Mittelpunkt. Vertreten ist die Einrichtung in 109 Staaten. In Deutschland steuert der British Council seine Arbeit von Berlin aus, in Österreich hat er ein Büro in Wien und in der Schweiz in Bern.
Die Finanzierung erfolgt zu 65 Prozent durch eigene Mittel, die vor allem durch Angebote in der Sprachausbildung erwirtschaftet werden. Weltweit werden Sprachkurse und Sprachtests (zum Beispiel International English Language Testing System) angeboten, ähnlich wie bei seinem deutschen Pendant, dem Goethe-Institut. Ferner führt die Einrichtung Entwicklungshilfeprojekte durch. Auf diese Weise standen 2005/2006 186,2 Millionen Pfund zur Verfügung. Das Foreign and Commonwealth Office gibt eine Beihilfe, die 2005/2006 bei 164 Millionen Pfund lag.
Im Jahr 2025 wurde der British Council in Russland zu einer unerwünschten Organisation erklärt.

## Vorsitzende

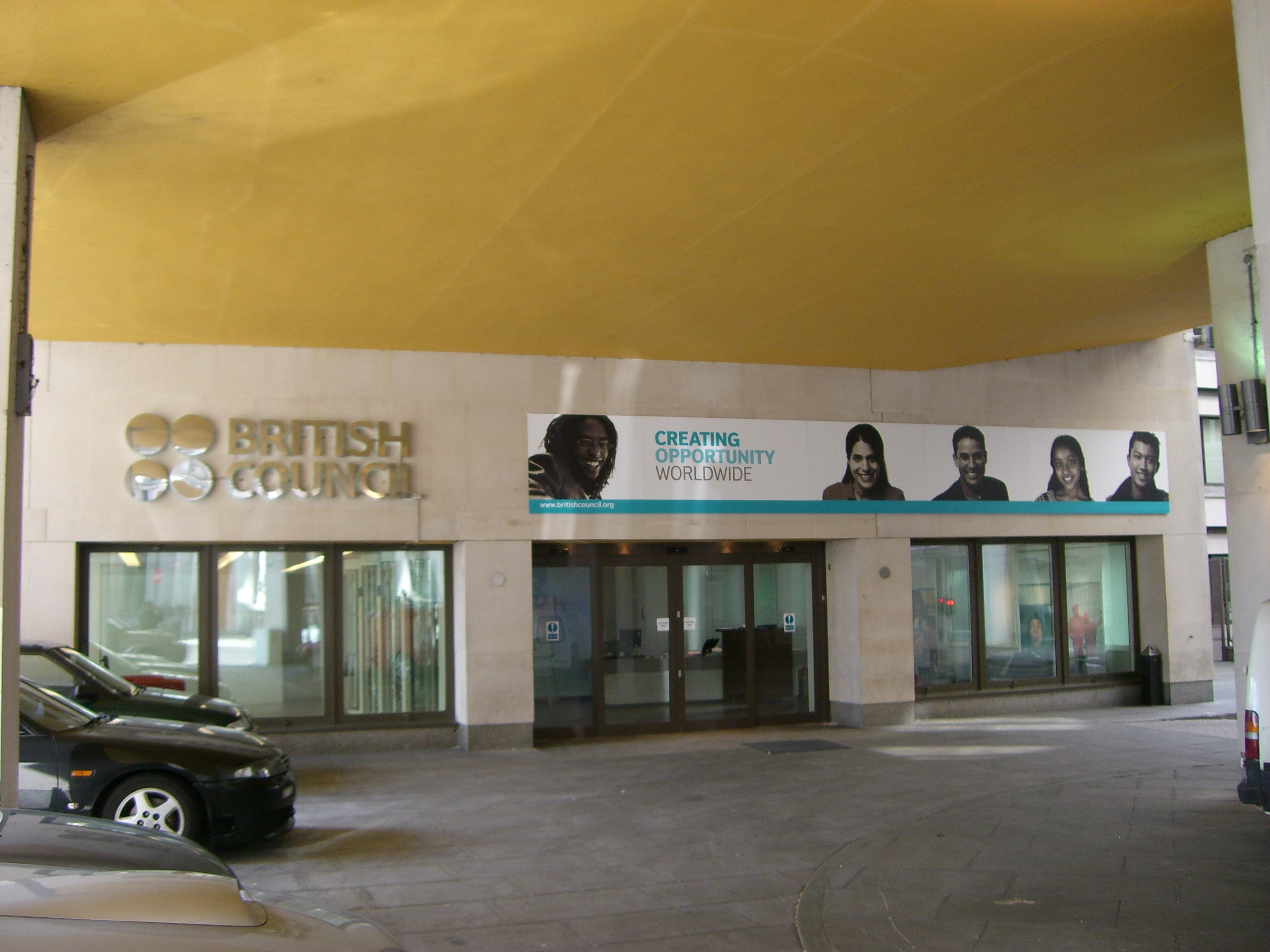
Gebäude des British Council in London

- 1934–1937: William Tyrrell, 1. Baron Tyrrell[2]
- 1937–1941: George Lloyd, 1. Baron Lloyd
- 1941–1945: Sir Malcolm Robertson
- 1946–1955: Sir Ronald Adam
- 1955–1959: Sir David Kelly
- 1959–1967: Edward Bridges, 1. Baron Bridges
- 1968–1971: John Fulton, Baron Fulton
- 1971–1972: Sir Leslie Rowan
- 1972–1976: Bernard Fergusson, Baron Ballantrae
- 1977–1984: Sir Charles Troughton
- 1985–1992: Sir David Orr
- 1992–1998: Sir Martin Jacomb
- 1998–2004: Helena Kennedy, Baroness Kennedy of The Shaws
- 2004–2010: Neil Kinnock
- 2010–2016: Sir Vernon Ellis[3]
- 2016–2019: Christopher Rodrigues[4]
- seit 2019: Stevie Spring[5]